# Jacek Szymoniak
Jacek Tomasz Szymoniak (pseud. Syn Stanisława) – polski muzyk. Gra na instrumentach klawiszowych oraz trąbce.
Był członkiem takich zespołów jak Daab, Kult. W tym ostatnim grał przez 3 lata od 1983 roku. Nagrał Piosenkę młodych wioślarzy na składance Jeszcze młodsza generacja oraz singiel Piloci / Do Ani. Wystąpił także gościnnie w projekcie solowym Kazika Melassa (pod pseudonimem DJ Shoovar) gdzie zagrał na klawiszach w utworach Cztery pokoje i Randall i duch Hopkirka).
Od 2005 był członkiem zespołu Buldog, gdzie występował pod pseudonimem Syn Stanisława.
W 1986 roku został Świadkiem Jehowy.